# François de Schonamille
Marie-François de Schonamille (Oostende (?), vóór 1678 – Pegu, maart 1745) was een Vlaams ondernemer in de koopvaardij en de gouverneur van Bankibazar voor de Oostendse Compagnie en vervolgens namens de keizer zelf (1731-1744).

## Leven
De Siciliaanse familie Esconamilla vestigde zich omstreeks 1600 in de Nederlanden en vervulde hoge ambten in de Admiraliteit van Vlaanderen te Duinkerke. Vader François de Schonamille (1663-) was een reder te Oostende in de koopvaardij en de kaapvaart. Hij was ook equipagemeester van de konvooischepen van de Staten van Vlaanderen. François junior trad in zijn voetsporen. Tijdens het eerste jaar van de Spaanse Successieoorlog was hij opperreder voor het kaperschip Saint-Joseph van kapitein Thomas Becu, en daarna kocht hij regelmatig goederen van prijsschepen op. De grootste kaper in de familie was zijn jongere broer Jan de Schonamille (1678-1733).
Na de Vrede van Utrecht was daartoe minder gelegenheid. In 1718 monsterde De Schonamille als tweede supercargo aan op de Keyser Carolus VI, een Oost-Indiëvaarder uitgerust door onder meer Thomas Ray en Paulo Jacomo Cloots. Na interne conflicten en averij kwam het schip in mei 1719 ter bestemming op de Coromandelkust. De Schonamille kon het tirannieke gedrag van kapitein Godefroy de la Merveille niet meer verdragen en vroeg prompt asiel in de Deense factorij Trankebar. Vier jaar was hij in deze wateren actief als vrije handelaar. Hij deed veel zaken met de Fransen in Pondicherry en raakte er bevriend met gouverneur Pierre-Christophe Lenoir en vooral met Joseph François Dupleix. In 1723 kreeg hij passage naar Kopenhagen op de Dronning Anna Sophia.
De pas opgerichte Oostendse Compagnie, die behoefte had aan personeel met ervaring in de Oost-Indiëhandel, nam de teruggekeerde De Schonamille onmiddellijk in dienst. Zijn taak was vier jaar in de Bengaalse factorij te werken, die nog steeds op een terrein wachtte. Vincent Parraber, het hoofd van de Bengaalse operatie van de compagnie, keerde begin 1726 terug naar Europa en werd opgevolgd door een trio bestaande uit De Schonamille, Jan Bos en John Ray. In afwachting van de concessie begonnen ze met intra-Aziatische country-trade. Nog hetzelfde jaar arriveerde Alexander Hume, die aangesteld was als gouverneur en uiteindelijk de concessie voor Bankibazar in de wacht sleepte. De Schonamille toonde zich een uitstekend koopman en huurde het stenen huis van Marie Argant-Moret in Danmarknagore, aan de overkant van de rivier de Hooghly. Hun liefdesrelatie veroorzaakte problemen toen haar echtgenoot opdook, maar de gouverneur wist het schandaal te blussen en ze bleef zijn vaste vriendin.
Nadat de internationale politiek de Oostendse Compagnie voor zeven jaar vleugellam had gemaakt, vertrok Hume eind 1730 en nam De Schonamille over als gouverneur in Bankibazar. Dit hield commerciële, militaire en juridische verantwoordelijkheden in. Er waren toen nog 26 Zuid-Nederlanders en een tachtigtal Europese soldaten. De Schonamille gebruikte zijn relaties met Dupleix en Jan Albert Sichterman om te overleven op country-trade en smokkel. Hij nam deel aan Franse uitredingen naar Atjeh, Mahé, Surat en Manilla. De Oostendse Compagnie werd in 1731 formeel afgeschaft, maar haar vlag bleef wapperen boven de factorij, die de gouverneur nu rechtstreeks namens keizer Karel VI bestuurde. Via stromannen en onder neutrale vlaggen werd gepoogd om Indische goederen naar Cádiz te sturen, maar dat kwam soms aan het licht en werd afgekeurd door de regeringen in Brussel en Wenen. Omdat er geen keizerlijke schepen meer kwamen, moest Bankibazar overleven op deelname aan Franse intra-Aziatische handel, en ook met Denen, Zweden en Portugezen was verstandhouding mogelijk. In feite draaide de factorij op private handel, wat De Schonamille op termijn in de schulden bracht. In maart 1742 kreeg hij overheidsgeld uit het moederland, maar deze zending bleek eenmalig en niet voldoende om in het onderhoud van de zestien resterende Europeanen te voorzien.
In die periode werden de Bengalen geteisterd door invallen uit het Maratha-rijk en werden de factorijen verondersteld bij te dragen in de defensie-uitgaven. Bovendien verdacht de diwan van Hooghly twee inlandse kooplieden die in Bankibazar verbleven, van collaboratie. Toen De Schonamille hun uitlevering weigerde, werd Bankibazar op 20 juni 1744 aangevallen in een poging hem te arresteren, maar de raid werden afgeslagen. Daarna begon hij zelf een leger te ronselen en eiste hij schadevergoeding. De nawab beval een belegering om een einde te maken aan de Belgische factorij, maar in oktober 1744 mislukte de stormloop op het fort. De belegeraars lieten De Schonamille op 9 november ongehinderd vertrekken per schip, maar aan de monding van de Ganges werd hij tegengehouden door de East India Company om de Engelse deserteurs in zijn legertje te onderscheppen. Er werd een regeling getroffen en hij voer verder naar Syriam, waar de Birmese burgeroorlog aan de gang was. Hij onderhandelde met Cimentho, de koning van de Mon, over het vestigen van een fortfactorij en ging op 18 maart 1745 met een honderdtal manschappen naar Pegu om de overeenkomst te finaliseren. Vermoedelijk was deze escorte te intimiderend, want ze werden in de val gelokt. Na drie dagen strijd vonden De Schonamille en zijn gevolg de dood. Slechts enkelingen ontkwamen.

## Familie
De Schonamille trouwde met Anna Cornelia Meijer, afkomstig uit Kaapstad, en kreeg met haar in 1721 een zoon François-Corneille.

## Voetnoten
1. ↑  Parmentier 1992, p. 23
2. ↑  Parmentier 1992, p. 28
3. ↑  Parmentier 1992, p. 51
4. ↑  Parmentier 1992, p. 77
5. ↑  Parmentier 1992, p. 80
6. ↑  Parmentier 1992, p. 84
7. ↑  Parmentier 1992, p. 89